# Ди, Дон
Дональд Фрэнсис «Дон» Ди (англ. Donald Francis "Don" Dee; 9 августа 1943 года, Бунвилл, штат Миссури, США — 26 ноября 2014 года, Норт-Канзас-Сити, штат Миссури, США) — американский баскетболист чемпион летних Олимпийских игр в Мехико (1968).

## Спортивная карьера
В выпускном классе средней школы помог своей команде Kansas City’s Bishop Lillis High одержать 32 победы подряд и стать чемпионом штата. Поступил в Университет Сент-Луиса, но после травмы колена перешёл в St. Mary of the Plains. После восстановления выступал в Национальной ассоциации межуниверситетского спорта (NAIA), некоторое время выступал в соревнованиях под эгидой Ассоциации американских университетов (AAU).
В 1968 г. в составе сборной США одержал победу на летних Олимпийских играх в Мехико (1968). По возвращении на драфте НБА был выбран клубом «Детройт Пистонс», провел один сезон (1968-69) в составе клуба «Индиана Пэйсерс» со средним показателем 5,7 очка за игру.